# Stora Dyrön
Stora Dyrön, ofta bara kallad Dyrön, är en ö och bebyggelse i Tjörns kommun. 
Dyrön är en bilfri ö och går att nå från Rönnäng med linje 361  personfärjan Hakefjord (eller ersättningsfärjan Tjörn) som även trafikerar grannön Åstol och Tjörnekalv. Det går även färjetrafik från Rökan och Rörtången Kungälvs kommun med linje 326 (Gunnars Båtturer).
Dyrön är en av få öar i Bohuslän med frigående mufflonfår. Ett fåtal fiskebåtar (Arkö), (Carmona) och (Liz) är stationerade på ön och fiskar sill, makrill, havskräfta och räkor.
Runt Dyrön går den mycket populära ca 4,5 km långa vandringsleden "Dyröleden" som drar mycket folk till ön.
Bebyggelsen var fram till 2018 av SCB klassad som en tätort, men 2018 var befolkningsantalet under 200 och den blev då klassad som småort.

## Historia
Stora Dyrön var beläget i Stenkyrka socken och ingick efter kommunreformen 1862 i Stenkyrka landskommun. I denna inrättades för orten 6 juli 1906 Stora Dyröns municipalsamhälle, vilket från 1918 med orten ingick i den då bildades Rönnängs landskommun och Rönnängs socken. Denna uppgick med municipalsamhället och orten i Tjörns landskommun, där municipalsamhället kom att upplösas 31 december 1959. Sedan 1971 ingår orten i Tjörns kommun.

### Befolkningsutveckling
| Befolkningsutvecklingen i Stora Dyrön 1960–2015 | Befolkningsutvecklingen i Stora Dyrön 1960–2015 | Befolkningsutvecklingen i Stora Dyrön 1960–2015 | Befolkningsutvecklingen i Stora Dyrön 1960–2015 | Befolkningsutvecklingen i Stora Dyrön 1960–2015 |
| ----------------------------------------------- | ----------------------------------------------- | ----------------------------------------------- | ----------------------------------------------- | ----------------------------------------------- |
|                                                 |                                                 |                                                 |                                                 |                                                 |
| År                                              |                                                 |                                                 | Folkmängd                                       | Areal (ha)                                      |
| 1960                                            | 1960                                            |                                                 | 316                                             |                                                 |
| 1965                                            | 1965                                            |                                                 | 325                                             |                                                 |
| 1970                                            | 1970                                            |                                                 | 303                                             |                                                 |
| 1975                                            | 1975                                            |                                                 | 316                                             |                                                 |
| 1980                                            | 1980                                            |                                                 | 289                                             |                                                 |
| 1990                                            | 1990                                            |                                                 | 280                                             | 22                                              |
| 1995                                            | 1995                                            |                                                 | 293                                             | 23                                              |
| 2000                                            | 2000                                            |                                                 | 281                                             | 23                                              |
| 2005                                            | 2005                                            |                                                 | 272                                             | 23                                              |
| 2010                                            | 2010                                            |                                                 | 250                                             | 24                                              |
| 2015                                            | 2015                                            |                                                 | 215                                             | 31                                              |
|                                                 |                                                 |                                                 |                                                 |                                                 |

## Samhället
I Södra hamnen ligger Galleri Bockeberget, som är ett gammalt skyddsrum från andra världskriget, två kiosker, restaurang, 
badplats  och gästhamn. Härifrån finns färjeförbindelse med bland annat Rökan och Rörtången.
I Norra hamnen finns gästhamn, restaurang, badplats och färjeförbindelse med Rönnäng, Tjörnekalv och Åstol.
Mitt på Dyrön finns det en året runt öppen ICA-affär med pizza, ombud för Systembolaget och post.

## Galleri

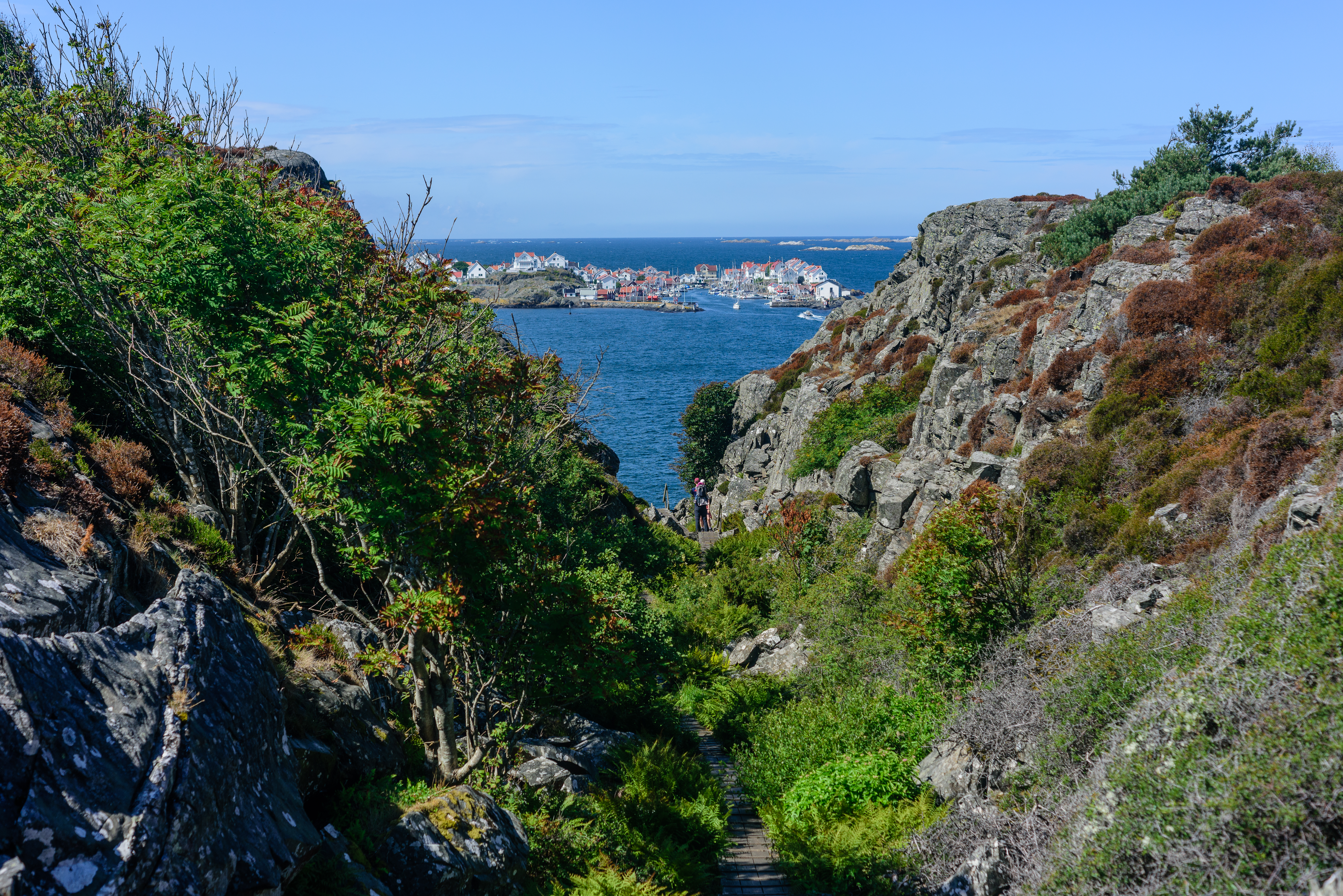
Vandringsled Dyröleden med Åstol i bakgrunden.
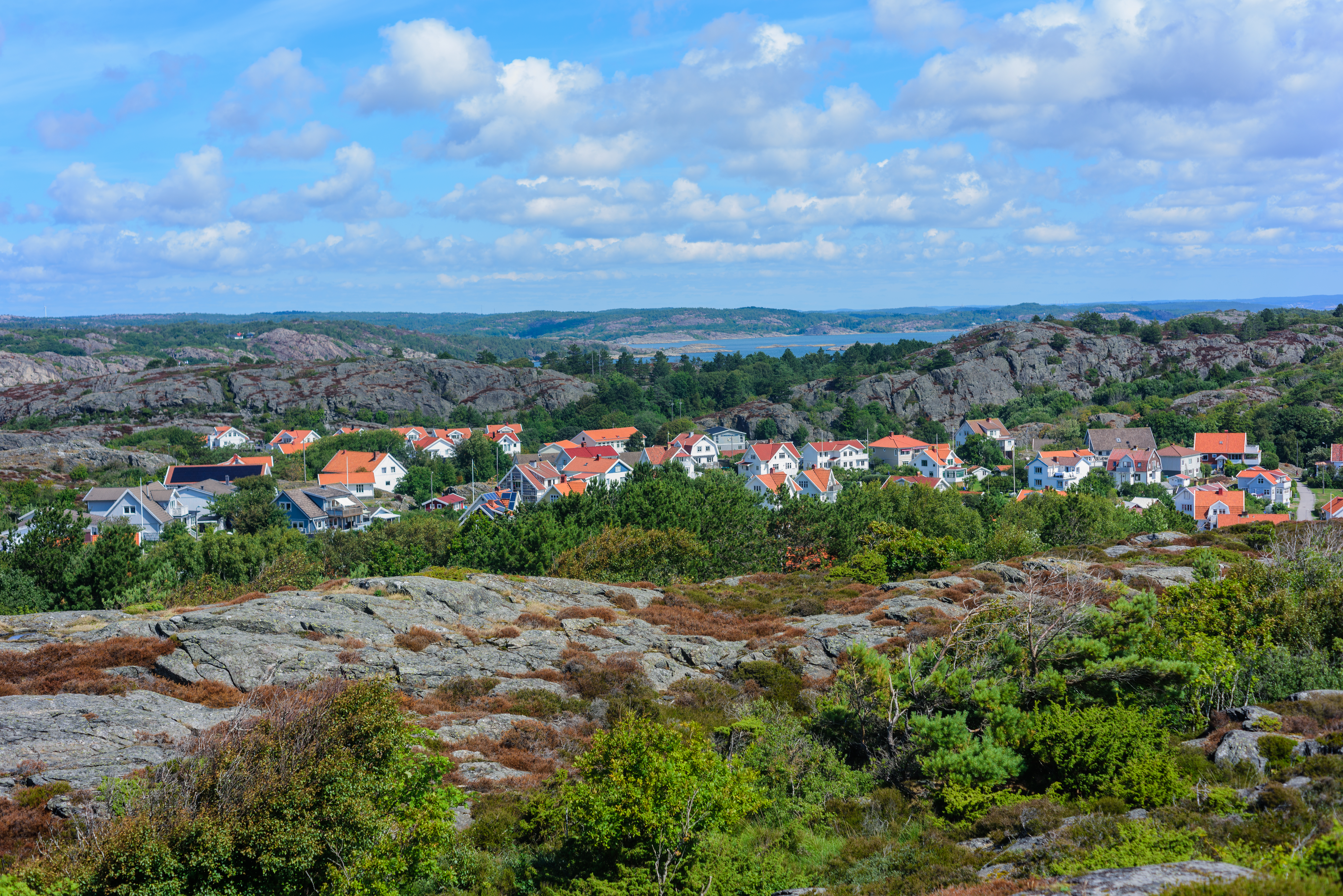
Bebyggelsen på ön ligger samlat i ett stråk mellan södra och norra hamnen.
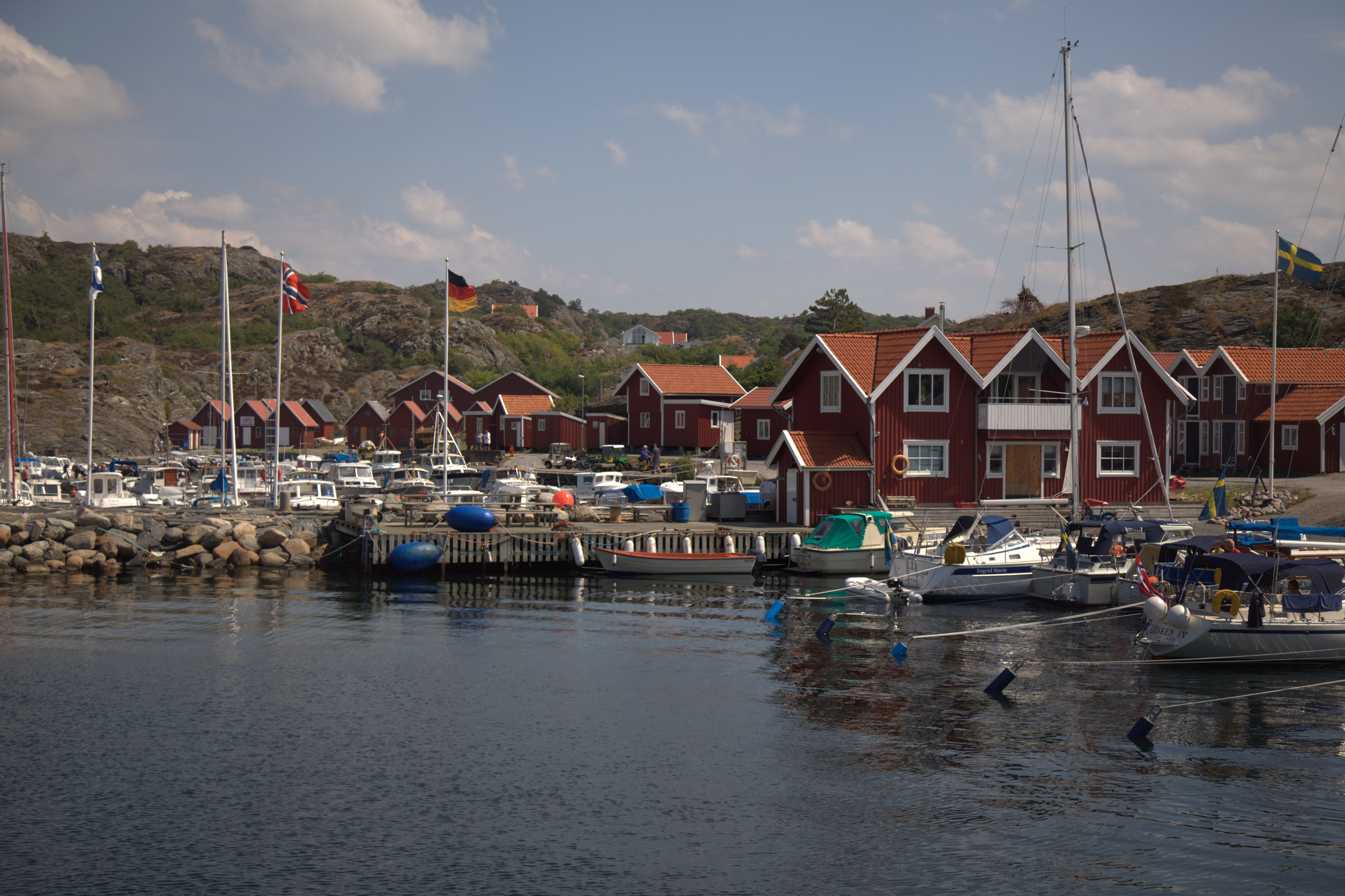
Norra hamnen.